# Shahrestān-e Bahār
Shahrestān-e Bahār (persiska: شهرستان بهار, بهار) är en delprovins (shahrestan) i Iran.   Den ligger i provinsen Hamadan, i den nordvästra delen av landet, 290 km väster om huvudstaden Teheran.
Delprovinsen hade 119 082 invånare 2016.